# 三教源流搜神大全
《三教源流搜神大全》又名《三教搜神大全》，是神仙传记类著作，作者不详，七卷绘图本。大概完书于明代。清代叶德辉翻刻，收入《丽楼丛书》。因搜集儒释道三教圣贤及诸神，故名。对研究道教神系及民间诸神有一定参考价值。
《三教搜神大全》共收神像一百二十余幅，每幅像之后录其姓名字号、封赠谥号、神灵事迹等。内容与《万历续道藏·搜神记》相近，《搜神记》无图但收录神仙数量多於《三教搜神大全》，记录诸神一百六十余条。

## 各卷内容
- 卷一：儒氏源流、释氏源流、道教源流、玉皇上帝、圣祖尊号、圣母尊号、东华帝君、西灵王母、后土皇地祇、玄天上帝、梓潼帝君、三元大帝、东岳、炳灵王、佑聖真君、南岳。

- 卷二：西岳、北岳、中岳、四渎、泗州大圣、五圣始末、萬迴虢國公、许真君、宝誌禅师、卢六祖、三茅真君、萨真人、袁千里、傅大士、崔府君、普庵禅师、吳客三真君。
- 卷三：昭靈侯、义勇武安王、清源妙道真君、威惠顯聖王、祠山張大帝、掠刷使、沿江遊奕神、常州武烈帝、楊州五司徒、蒋莊武帝、蚕女、威济李侯、赵元帅、杭州蒋相公、增福相公、蒿里相公、靈派侯、钟馗。
- 卷四：神荼鬱壘、五瘟使者、司命竈神、福神、五盜將軍、紫姑神、五方之神、南华庄生、觀音菩薩、王元帥、谢天君、大奶夫人、天妃娘娘、混炁龐元帥、李元帅、刘天君、王高二元帅、田华毕元帅、田吕元帅。
- 卷五：党元帅、石元帅、副应元帅、槃瓠、杨元帅、高元帅、灵官马元帅、孚祐温元帅、朱元帅、张元帅、辛兴苟元帅、铁元帅、太岁殷元帅、斩鬼张真君、康元帅、风火院田元帅、孟元帅、慧远禅师、鸠摩罗什禅师。
- 卷六：佛陀耶舍禅师、昙无竭禅师、佛驮跋陀罗禅师、杯渡禅师、宝公禅师、智璪禅师、大志禅师、玄奘禅师、元珪禅师、通玄禅师、一行禅师、无畏禅师、金刚智禅师、鉴源禅师、懒残禅师。
- 卷七：西域僧禅师、本净禅师、地藏王菩萨、嵩岳伏僧禅师、知玄禅师、青衣神、九鲤湖仙、张天师、王侍宸、庐山匡阜先生、黄仙师、北极驱邪院、那叱太子、五雷神、电母神、风伯神、雨师神、海神、潮神、水神、波神、洋子江三水府、萧公爷爷、晏公爷爷、开路神君、法术呼律令、门神二将军、天王。